# Lacs (Region)
Lacs (frz.: Seen) ist eine ehemalige Verwaltungsregion der Elfenbeinküste mit der Hauptstadt Yamoussoukro.

## Bevölkerung
Einer Schätzung von 2007 zufolge hat Lacs ca. 681.812 Einwohner und somit bei einer Fläche von 8.920 km² eine Bevölkerungsdichte von 76 Einwohnern pro km². Bei der letzten Volkszählung im Jahr 1988 wurden 365.522 Einwohner gezählt.

## Geographie
Lacs liegt im Zentrum der Elfenbeinküste und grenzt im Norden an Vallée du Bandama, im Osten an N’zi-Comoé, im Süden an Lagunes und im Westen an Fromager und Marahoué. Die Region ist in die Départements Tiébissou, Toumodi und Yamoussoukro eingeteilt.

## Städte
- Tiébissou